# Vivantes Klinikum Spandau
Das Klinikum Spandau ist ein Krankenhaus der Schwerpunktversorgung in Spandau, Berlin. Das Haus wurde 1899 eröffnet. Es zählt heute zur Gruppe Vivantes. Es verfügt über etwa 715 Betten. Zur Einrichtung zählen unter anderem eine psychiatrische Klinik und eine Palliativstation.